# Бони Юзівського відділу Державного банку
Юзівські бони — тимчасові грошові знаки, випущені Юзівським відділенням державного банку в 1918 році.
Випуск був здійснений через відсутність у відділеннях банку і касах міського самоврядування грошей для виплат. Рада робітничих і солдатських депутатів ухвалила рішення, за яким міська влада зобов'язувалися надрукувати бони на суму 6 мільйонів рублів.
Були випущені бони номіналом 1, 3, 5, 10, 25 рублів. Розміри від 147 × 92 мм (1 рубль) до 173 × 110 мм (25 рублів). Номери в каталозі Рябченко: 843-847.
| Номінал   | Аверс | Реверс |
| --------- | ----- | ------ |
| 1 рубль   |       |        |
| 3 рубля   |       |        |
| 5 рублів  |       |        |
| 25 рублів |       |        |

## Публікації
- Штайбук Є. Юзовські бони // Вечерний Донецк. 1973. 6 жовтня.